# سیل ۱۳۹۹ شمال ایران
سیل در ۲۵ تیر ماه ۱۳۹۹ بر اثر بارندگی در شهرهای چاراویماق، مراغه، عجب شیر، مرند و شبستر در استان آذربایجان‌شرقی شهرستان‌های پارس‌آباد ، بیله‌سوار ، مشکین‌شهر ، خلخال در  استان‌ اردبیل ، در شهرستان‌های سیاهکل ، رضوانشهر در استان گیلان و شهرستان‌های رامسر ، آمل ، بابل ، گلوگاه ، بهشهر استان مازندران ، لواسانات بخش میگون استان تهران شهرستان‌های بجنورد، شیروان ، مانه و سملقان، رازوجرگلان و اسفراین  استان خراسان شمالی به وقوع پیوست . 

## خسارات و تلفات
کارگروه حوادث غیرمترقبه مدیریت جهادکشاورزی شهرستان‌ها و فرمانداران استان آذربایجان شرقی ، میزان این خسارات بیش از ۵۸ میلیارد تومان برآورد شده است. 
سیل به تاسیسات آب‌رسانی ۱۴ روستای خلخال خسارت زد و راه ۳۰ روستای این شهرستان را نیز تخریب کرد. در جربان بارندگی‌های شدید باران و جاری شدن سیل در شهرستان خلخال در استان اردبیل، بیش از ۱۰۰ میلیارد تومان به روستاها و بخش‌های مختلف این شهرستان خسارت وارد شد . 
سید عیسی مهدوی فرماندار تالش خسارت ریالی سیل اخیر به اماکن روستایی و تأسیسات زیربنایی این شهرستان را بالغ‌بر ۵ میلیارد تومان اعلام کرده اظهار کرد: در دو روز گذشته سیلاب به روستاهای آق اولر، دیزگاه، مکش، تندبین، قره گل، ناوان و قلعه بین بخش مرکزی و باتمان بولاغی بخش کرگانرود خسارت‌هایی وارد کرد. 
سیل در روستاهای شرق استان مازندران به ویژه مناطق هزارجریب بخش یانه سر شهرستان بهشهر و خسارت به مزارع گندم در آستانه برداشت و سیب زمینی و باغات شده است.
بر اثر این سیل دو نفر در اردبیل ، دو نفر در آمل ، یک نفر در رضوان‌شهر کشته شدند .

## امدادرسانی
عبدالعلی‌پور مدیریت بحران اردبیل نیروهای امدادی ضمن فراهم کردن اسکان اضطراری برای خسارت دیدگان و برای ۸۰ خانوار اقلام ضروری توزیع کرده اند. 
ولی پور مدیریت بحران استان گیلان  درباره امدادرسانی میان افراد سیل‌زده گفت: ۱۱۸ واحد مسکونی از آب تخلیه شد و ۴۰ دستگاه چادر، ۲۳۷ تخته پتو، ۱۶۱ بسته غذایی، ۶۴ قوطی انواع کنسرو، ۸۰ کیلوگرم برنج و ۸۲ کیلوگرم حبوبات میان سیل‌زدگان توزیع شد. 